# Módłki
Módłki (deutsch Modlken, 1938 bis 1945 Moddelkau) ist ein kleines Dorf in der polnischen Woiwodschaft Ermland-Masuren. Es gehört zur Gmina Nidzica (Stadt- und Landgemeinde Neidenburg) im Powiat Nidzicki (Kreis Neidenburg).

## Geographische Lage
Módłki liegt in der südwestlichen Mitte der Woiwodschaft Ermland-Masuren, acht Kilometer östlich der Kreisstadt Nidzica (deutsch Neidenburg).

## Geschichte
Im Jahre 1437 wurde Modlicken, das Dorf mit dem Weiher in der Dorfmitte, erstmals erwähnt. Nach 1574 erscheint es unter dem Namen Moldken, nach 1871 wurde es Moldtken, dann wieder Moldken genannt. 1874 wurde es in den Amtsbezirk Bartoschken (polnisch Bartoszki) im ostpreußischen Kreis Neidenburg eingegliedert, dem es – nach dessen Umbenennung in „Amtsbezirk Bartzdorf (Ostpr.)“ im Jahre 1938 – bis 1945 angehörte. Im Jahre 1910 zählte Modlken 179 Einwohner.
Aufgrund der Bestimmungen des Versailler Vertrags stimmte die Bevölkerung in den Volksabstimmungen in Ost- und Westpreußen am 11. Juli 1920 über die weitere staatliche Zugehörigkeit zu Ostpreußen (und damit zu Deutschland) oder den Anschluss an Polen ab. In Modlken stimmten 116 Einwohner für den Verbleib bei Ostpreußen, auf Polen entfielen acht Stimmen.
Am 30. September 1929 vergrößerte sich Modlken um die Förstereisiedlung Springborn (polnisch Parowa), die eingemeindet wurde. Die Einwohnerzahl. belief sich im Jahre 1933 auf 216.
Aus politisch-ideologischen Gründen der Abwehr fremdländisch klingender Ortsnamen wurde Modlken am 3. Juni – amtlich bestätigt am 16. Juli – 1938 in „Moddelkau“ umbenannt. Die Einwohnerzahl belief sich 1939 auf 211.
In Kriegsfolge wurde Moddelkau 1945 mit dem gesamten südlichen Ostpreußen an Polen überstellt. Das Dorf erhielt die polnische Namensform „Módłki“ und ist heute als Sitz eines Schulzenamts (polnisch Sołectwo) eine Ortschaft im Verbund der Gmina Nidzica (Stadt- und Landgemeinde Neidenburg) im Powiat Nidzicki (Kreis Neidenburg), bis 1998 der Woiwodschaft Olsztyn, seither der Woiwodschaft Ermland-Masuren zugehörig. Im Jahre 2011 zählte Módłki 86 Einwohner.

## Kirche
Bis 1945 war Modlken/Moddelkau in die evangelische Pfarrkirche Neidenburg in der Kirchenprovinz Ostpreußen der Kirche der Altpreußischen Union, außerdem in die römisch-katholische Pfarrkirche Neidenburg im Bistum Ermland eingegliedert.
Katholischerseits gehört Módłki heute zur römisch-katholischen Kirche Grzegórzki (Gregersdorf), einer Filialkirche der Pfarrei Napiwoda (Grünfließ) im jetzigen Erzbistum Ermland, evangelischerseits zur Heilig-Kreuz-Kirche Nidzica (Neidenburg) in der Diözese Masuren der Evangelisch-Augsburgischen Kirche in Polen.

## Ehrenfriedhof
In Módłki besteht ein Ehrenfriedhof aus der Zeit des Ersten Weltkriegs. Auf ihm liegen 38 deutsche bei der Tannenbergschlacht 1914 umgekommene sowie 134 gefallene russische Soldaten begraben.

## Verkehr
Módłki liegt an der verkehrsreichen Woiwodschaftsstraße 604, die die Schnellstraße S 7 bei Nidzica mit der Landesstraße 57 bei Wielbark (Willenberg) verbindet. Die Waldsiedlung Parowa ist über einen Verbindungsweg an das Dorf angeschlossen.
Die nächste Bahnstation ist Muszaki (Muschaken). Sie liegt an der – allerdings derzeit nicht befahrenen – Bahnstrecke Nidzica–Wielbark.